# Harlan Coben
Harlan Coben (Newark, Nueva Jersey, 4 de enero de 1962) es un autor estadounidense de novelas de misterio y suspenso.
Las tramas de sus novelas a menudo implican la reelaboración de los acontecimientos no resueltos o mal interpretados en el pasado —como homicidios, accidentes mortales, etc—, y con frecuencia tienen varios giros trepidantes en la trama. A partir de 2020 varias de sus novelas fueron adaptadas a miniseries de televisión por la plataforma de streaming Netflix.

## Biografía
Coben nació en una familia judía en Newark, Nueva Jersey, pero fue criado y educado en Livingston, con su amigo de infancia y futuro político Chris Christie. Mientras estudiaba ciencias políticas en Amherst College, fue miembro de la fraternidad Psi Upsilon, en donde coincidió con el autor Dan Brown.[cita requerida] Después de la Universidad trabajó en una empresa familiar de turismo.
Vive en Ridgewood, Nueva Jersey con su esposa Anne Armstrong-Coben y sus cuatro hijos.

## Carrera
Coben estaba en su último año de universidad cuando se dio cuenta de que quería escribir. Aceptaron la publicación de su primer libro cuando tenía veintiséis años. Su primera novela de misterio, Sin un adiós (Play Dead), fue publicada en 1990, seguida de Factor de riesgo (Miracle Cure) en 1991.
Luego comenzó una serie de novelas con su personaje Myron Bolitar. Las novelas tratan sobre la historia de un exjugador de baloncesto que se volvió agente deportivo (Bolitar) y que a menudo encuentra la solución a la investigación de los asesinatos que involucran a sus clientes.
Coben ha ganado un premio Edgar, un premio Anthony y un premio Shamus, y es el primer escritor en recibir los tres. También es el primer escritor en más de una década que ha sido invitado a escribir ficción para la página de opinión del New York Times.
Escribió un cuento titulado La llave de mi padre, publicado el 15 de junio de 2003.
En 2001 lanzó su primera novela de suspenso desde la creación de la serie Myron Bolitar en 1995, No se lo digas a nadie (Tell No One), que pasó a ser su novela más vendida hasta la fecha y de la cual existe una adaptación al cine realizada por el director francés Guillaume Canet (No se lo digas a nadie).
Su novela Hold Tight, publicada el 15 de abril de 2008, fue su primer libro en debutar en el número 1 de la lista de Best Seller del New York Times.
En 2010 obtuvo el IV Premio RBA de Novela Policiaca por su obra Alta tensión (Live Wire), protagonizada por Myron Bolitar.

### Serie deMyron Bolitar
1. Motivo de ruptura (Deal Breaker, 1995), RBA Serie Negra. Premio Anthony Award y finalista del Edgar Award en la categoría "Best Paperback Original".
2. Golpe de efecto (Drop Shot, 1996), RBA Serie Negra
3. Tiempo muerto (Fade Away, 1996), RBA Serie Negra. Premios Edgar Award y Premio Shamus, finalista de los Anthony Award y Barry Award en la categoría "Best Paperback Original", y finalista de los Dilys Award.
4. Muerte en el hoyo 18 (Back Spin, 1997), RBA Serie Negra. Premio Barry Award y finalista de los Shamus Award y Dilys Award.
5. Un paso en falso (One False Move, 1998), RBA Serie Negra
6. El último detalle (The Final Detail, 1999), RBA Serie Negra
7. El miedo más profundo (Darkest Fear, 2000), RBA Serie Negra
8. La promesa (Promise Me, 2006), RBA Serie Negra
9. Desaparecida (Long Lost, 2009), RBA Serie Negra
10. Alta tensión (Live Wire, 2011), RBA Serie Negra, Premio RBA de Novela Policiaca
11. Un largo silencio  (Home, 2016). RBA Serie Negra

### Serie de Mickey Bolitar
1. Refugio (Shelter, 2011), ed. Molino (RBA Libros).
2. Seconds Away (Seconds Away, 2012). No publicada en español.
3. Found (Found, 2014). No publicada en español.

### Serie Wilde
1. El chico del bosque (The Boy From the Woods, 2020) RBA, Serie Negra
2. La coincidencia (The Match, 2022) RBA

### Serie Windsor Horne Lockwood III
1. Solo hay un ganador (Win, 2021). RBA Serie Negra

### Novelas independientes
- Sin un adiós (Play Dead, 1990). RBA Serie Negra
- Factor de riesgo (Miracle Cure, 1991). RBA Serie Negra
- No se lo digas a nadie (Tell No One, 2001), RBA Serie Negra. Finalista de los premios Edgar Award, Anthony Award, the Macavity Award y Barry Award.
  - Para la película francesa ganadora de 4 premios César: No se lo digas a nadie (2006).
- Por siempre jamás (Gone for Good, 2002), RBA Serie Negra
- Última oportunidad (No Second Chance, 2003), RBA Serie Negra
- Solo una mirada (Just One Look, 2004), RBA Serie Negra
- El inocente (The Innocent, 2005), RBA Serie Negra
- El bosque (The Woods, 2007), RBA Serie Negra
- Ni una palabra (Hold Tight, 2008), RBA Serie Negra
- Atrapados (Caught, 2010), RBA Serie Negra
- Quédate a mi lado (Stay Close, 2012), RBA Serie Negra
- Seis años (Six Years, 2013), RBA Serie Negra
- Te echo de menos (Missing You, 2014). RBA Serie Negra
- No hables con extraños (The Stranger, 2015). RBA Serie Negra
- Engaños (Fool Me Once, 2016). RBA Serie Negra, 2021.
- The Magical Fantastical Fridge, 2016.
- No te rindas (Don’t Let Go, 2018). RBA Serie Negra.
- En fuga (Run Away, 2019). RBA Serie Negra, 2020.
- Te encontraré (I will found you, 2023). RBA Serie Negra, 2025.

## Cine y televisión
Varias de sus obras han sido adaptadas —algunas por parte de Netflix— participando en la realización de todas ellas.
La primera película basada en un libro de Coben fue la francesa No se lo digas a nadie (2006), basada en la novela No se lo digas a nadie (Tell No One) de 2001.
Su novela de 2003, Última oportunidad (No Second Chance), fue la base de la serie de televisión francesa de 2015 del mismo nombre: Une chance de trop (Última oportunidad).y en 2017 Keine zweite Chance con Petra Schmidt-Schaller · Sebastian Bezzel version alemana.Dos años después sucedió lo mismo con su novela Solo una mirada (Just One Look) y la serie Juste un regard.
Si bien no está basada en ninguna de sus obras, Coben es el creador de la miniserie británica The Five, estrenada en 2016.También es creador de la miniserie de crimen francesa-británica, Safe, desarrollada para Netflix y Canal+ y estrenada en 2018.

### Acuerdo con Netflix
En agosto de 2018, Coben firmó un contrato millonario con la compañía estadounidense Netflix, mediante el cual catorce de sus novelas serían adaptadas como series o películas de la plataforma de streaming, y él mismo serviría como productor ejecutivos de todos los proyectos. La primera producción fue estrenada en enero de 2020, y se trató de la adaptación a serie de televisión de la novela The Stranger de 2015.
| Título           | Novela        | País de origen | Idioma original | Fecha de lanzamiento    | Rfs.   |
| ---------------- | ------------- | -------------- | --------------- | ----------------------- | ------ |
| The Stranger     | The Stranger  | Reino Unido    | Inglés          | 30 de enero de 2020     | [ 13 ] |
| W głębi lasu     | The Woods     | Polonia        | Polaco          | 12 de junio de 2020     | [ 13 ] |
| El inocente      | The Innocent  | España         | Español         | 30 de abril de 2021     | [ 14 ] |
| Disparu à jamais | Gone for Good | Francia        | Francés         | 13 de agosto de 2021    | [ 15 ] |
| Stay Close       | Stay Close    | Reino Unido    | Inglés          | 31 de diciembre de 2021 | [ 16 ] |
| Zachowaj spokój  | Hold Tight    | Polonia        | Polaco          | 22 de abril de 2022     | [ 17 ] |
| Fool Me Once     | Fool Me Once  | Reino Unido    | Inglés          | 1 de enero de 2024      | [ 18 ] |

Ni una palabra, película Polaca también es de la autoría de Cohen.
Atrapados (Caught, 2010) está siendo adaptada por Netflix Argentina, La dirección está a cargo de Miguel Cohan (La misma sangre, Sin retorno, Betibú y El Reino) y Hernán Goldfrid (El jardín de bronce, Tesis de un homicidio), con producción de Vanessa Ragone, de Haddock Films (Elena sabe, El secreto de sus ojos). Protagonizaran Soledad Villamil, Juan Minujín y Alberto Ammann.  Filmada en Bariloche, se espera el estreno de la miniserie de 6 episodios en el 2025.